# 1996年8月逝世人物列表
1996年逝世人物列表：1月 - 2月 - 3月 - 4月 - 5月 - 6月 - 7月 - 8月 - 9月 - 10月 - 11月 - 12月
1996年8月逝世人物列表，是用於匯總1996年8月期間逝世人物的列表。

## 依日期排序

### 1日
- 弗里達·博卡拉，55歲，法國歌手，死於呼吸系統疾病。[1]
- 斯蒂格·赫德伯格，80歲，瑞典水手。[2]
- 阿約·加布里埃爾·伊里克菲，74歲，奈及利亞法學家和奈及利亞首席大法官。
- 塔德乌什·赖希施泰因，99歲，波蘭化學家。[3]
- 露西爾·蒂斯代爾-科爾蒂，67歲，加拿大醫生和外科醫生，死於愛滋病相關併發症。
- 查理斯·范魯伊，84歲，荷蘭政治家。[4]

### 2日
- 穆罕默德·法拉赫·艾迪德，61歲，索馬里軍官。
- 布萊恩·布裡格斯，62歲，英國橄欖球運動員。
- 詹姆斯·約瑟夫·伯恩，88歲，美國天主教大主教。
- 米歇尔·德勃雷，84歲，法國總理[5]
- 米格爾·阿爾瓦雷斯·德爾·托羅，78歲，墨西哥生物學家。
- 谢尔盖·戈洛夫金，36歲，蘇聯/俄羅斯連環殺手和強姦犯，最後一名俄羅斯處決者。
- 亚历山大·诺德尔曼，83歲，蘇聯/俄羅斯工程師，飛機槍設計師。
- 鮑勃·萊因哈德，75歲，美國烤架足球運動員。[6]
- 奧布杜利奧·瓦雷拉，78歲，烏拉圭足球運動員。[7]
- 渡边和三，48歲，日本運動射擊運動員。[8]

### 3日
- 吉多·阿爾貝蒂，87歲，意大利演員和企業家。[9]
- 約爾根·加德，57歲，丹麥海軍上將。
- 丹克瓦特·拉斯托，71歲，美國政治學家。[10]
- 盧西亞諾·塔霍利，76歲，意大利演員、歌手。[11]
- 比爾·賴特，82歲，美國棒球運動員。[12]

### 4日
- 渥美清，68歲，日本演員[13]
- 威拉德·布朗，81歲，美國棒球運動員。[14]
- 列夫·萊姆克，64歲，蘇聯/俄羅斯演員。
- 弗拉基米爾·利伯松，59歲，以色列棋手。
- 安德列·特羅楚特，64歲，法國公路自行車賽車手。[15]

### 5日
- 阿卜杜勒拉赫曼·穆罕默德·巴布，71歲，桑給巴爾馬克思主義革命家。[16]
- 克勞迪奧·巴里戈齊，87歲，義大利遺傳學家和生物學家。
- 弗蘭克·馬庫斯，68歲，英國劇作家。[17]
- 哈夫洛克·納爾遜，79歲，愛爾蘭作曲家。

### 6日
- 穆罕默德·巴德爾，70歲，葉門伊瑪目和政治家。
- 奧西·克拉克，54歲，英國時裝設計師[18]
- 倫·科德韋爾，63歲，英國板球運動員。[19]
- 鮑比·恩里克斯，53歲，菲律賓爵士鋼琴家。
- 格裡·戈麥斯，76歲，特立尼達和多巴哥足球運動員。
- 查理斯·哈德菲爾德，87歲，英國歷史學家。[20]
- 弗洛德·西蒙斯，71歲，美國橄欖球運動員。[21]
- 巴德·斯文森，81歲，美國橄欖球運動員和教練。[22]
- 埃米利奧·薩皮科，52歲，西班牙賽車手，死於航空事故。
- 埃爾南·西萊斯·祖阿佐，82歲，玻利維亞政治家。

### 7日
- 本傑明·哈勒維，86歲，以色列政治家。
- 比爾·漢拉漢，77歲，美國廣播員。
- 安妮·克裡斯汀，59歲，蘇格蘭女演員，死於胰腺癌。
- 赫伯特·庫布利，81歲，美國記者。[23]
- 洛萊特·米勒·魯佩，60歲，美國外交官[24]

### 8日
- 奎塔·卡拉斯科，83歲，墨西哥女演員。
- 星野道夫，43歲，日本攝影師，被熊攻擊身亡。
- 赫伯特·亨克，81歲，美國作家和詩人。[25]
- 菲力浦·盧科克，80歲，澳大利亞政治家。
- 詹姆斯·麥克拉莫爾，70歲，美國商人。
- 弗朗切斯科·莫利納里-普拉德利，85歲，義大利指揮家和藝術收藏家。
- 内维尔·莫特，90歲，英國物理學家，諾貝爾獎獲得者。[26]
- 里脇淺次郎，92歲，日本天主教主教。
- 朱利安·斯特賴科夫斯基，91歲，波蘭記者。[27]

### 9日
- 阿部宗明，85歲，日本魚類學家，腦出血而死。
- 梅阿依姆，36歲，德國詩人[28]
- 莱昂内尔·埃米特，83歲，印度醫生和曲棍球運動員。[29]
- 約翰·W·金，77歲，美國政治家。[30]
- 德里克·史密斯，34歲，美國籃球運動員，心肌梗塞而死。
- 弗兰克·惠特尔，89歲，英國皇家空軍軍官[31]

### 10日
- 沃爾特·麥克納特，86歲，加拿大管風琴家、合唱團指揮和作曲家。
- 多麗絲·斯皮格爾，95歲，美國藝術家。
- 本魯亞蘇利拉特，64歲，泰國佛教領袖。
- 雷克斯·塔克，83歲，英國電視導演。[32]
- 愛德華·惠特菲爾德，85歲，英國板球運動員。[33]

### 11日
- 拉法埃尔·库贝利克，82歲，捷克指揮家、小提琴家、作曲家和捷克愛樂樂團指揮。[34]
- 凱薩琳·米爾斯，72歲，愛爾蘭迷彩運動員。
- 安布羅西奧·帕迪拉，85歲，菲律賓籃球運動員和參議員。
- 戴维·里基茨，76歲，英國自行車運動員。[35]
- 梅爾·泰勒，62歲，美國音樂家[36]
- 巴巴·萬加，84歲，保加利亞通靈者，死於乳腺癌。

### 12日
- 维克托·安巴楚米扬，87歲，蘇聯/亞美尼亞天體物理學家。[37]
- 羅伯特·格拉維爾，51歲，加拿大演員。[38]
- 馬克·格魯恩瓦爾德，43歲，美國漫畫作家、編輯和鉛筆師[39]
- 史蒂芬·庫特納，89歲，美國法律學者。[40]
- 蓋·諾斯鮑姆，66歲，法國賽艇運動員。[41]
- 安東尼·帕森斯，73歲，英國外交官[42]

### 13日
- 安東尼奧·德·斯皮諾拉，86歲，葡萄牙總統[43]
- 理查·M·古德溫，83歲，美國學者。
- 威利·赫克斯，74歲，德國賽車手。
- T·約翰·萊辛斯基，71歲，美國政治家。
- 路易絲·塔爾瑪，89歲，美國作曲家。[44]
- 大衛·都鐸，70歲，美國鋼琴家和作曲家。[45]

### 14日
- 塞尔吉乌·切利比达克，84歲，羅馬尼亞指揮家。[46]
- 阿爾·克利夫蘭，66歲，美國詞曲作者。
- 烏佐·埃戈努，64歲，奈及利亞藝術家。
- 卡米拉·霍恩，93歲，德國女演員。[47]
- 湯姆·米斯，46歲，美國體育節目主持人[48]
- 阿爾伯特·紐伯格，88歲，英國生物化學家和學者。[49]
- 阿姆裡特·萊，74歲，印度作家、詩人和傳記作家。[50]

### 15日
- 雷·昆科，36歲，菲律賓籃球運動員，死於肝硬化。
- 利斯庫拉·喬布斯，90歲，瑞典女演員。
- 斯文·拉斯塔，71歲，克羅埃西亞演員。[51]
- 塔尼亞·萊昂，51歲，南非女權主義者。
- 丸山真男，82歲，日本政治學家。[52]
- 阿爾伯特·奧斯瓦爾德，77歲，德國政治家。
- 傑克·波特蘭，84歲，加拿大冰球運動員。[53]
- 喬·塞內卡，77歲，美國演員、歌手和詞曲作者[54]
- 喬治·史塔巴克，65歲，美國詩人。[55]
- 馬克斯·圖裡安，74歲，瑞士普世修道院社區副院長。[56]

### 16日
- 莫裡斯·納坦森，71歲，美國哲學家[57]
- 邁爾斯·古德曼，46歲，美國電影作曲家[58]
- 皮諾·魯徹，72歲，義大利音樂家。
- 埃迪里韋拉·薩拉查昌德拉，82歲，斯裡蘭卡學者和作家。
- 澤村貞子，87歲，日本女演員，心肌梗塞而死。

### 17日
- E·迪格比·巴爾澤爾，80歲，美國社會學家。[59]
- 凱瑟琳·希普·伊斯特，80歲，美國政府研究員、女權主義者。[60]
- 埃里克·埃文斯，68歲，英國聖公會牧師。[61]
- 維托爾德·烏爾班諾維奇，88歲，二戰期間的波蘭王牌飛行員和將軍。[62]

### 18日
- 艾爾·貝爾蒂諾，84歲，美國動畫師。
- 杰弗里·迪爾默，103歲，英國詩人。[63]
- 雨果·格林，66歲，英國拉比[64]
- 查理斯·米切爾，75歲，愛爾蘭演員和廣播員。[65]
- 伊莎貝爾·摩根，84歲，美國病毒學家。

### 19日
- 塔季揚娜·馬夫里娜，93歲，俄羅斯畫家和兒童作家。
- 克雷爾·羅默，91歲，德國女演員。[66]
- 圭里諾·羅西，62歲，義大利足球運動員和教練。[67]
- 霞飛·蘇亞雷斯，77歲，巴西電影演員。

### 20日
- 阿比利奧·杜阿爾特，65歲，佛得角政治家。
- 萊斯哈特，79歲，英格蘭足球經理。
- 安德烈-乔治·奥德里古，85歲，法國學者。[68]
- 卡洛斯·豪雷吉，38歲，阿根廷LGBT活動家，死於愛滋病相關併發症。
- 里奧雷瑟，46歲，德國搖滾音樂家。[69]
- 貝弗利·惠特菲爾德，42歲，澳大利亞游泳運動員，奧運金牌得主。[70]

### 21日
- 瑪麗雙斧厄利，84歲，加拿大土著婦女權利活動家，死於呼吸系統疾病。
- 約翰·拉特吉，80歲，丹麥水手和奧運選手。[71]
- 愛琳·沃林克，78歲，荷蘭政治家。[72]
- 理查·S·韋斯特福爾，72歲，美國歷史學家。[73]

### 22日
- 阿南達蒂薩·德·阿爾維斯，77歲，斯裡蘭卡記者、營銷人員和政治家。
- 謝爾·博根，56歲，挪威政治家。
- 石桁真礼生，79歲，日本作曲家。[74]
- 歐文·萊瑟，73歲，德國電影導演。[75]
- 奧利弗·林恩，69歲，美國人才經理，死於糖尿病。

### 23日
- 朱里亞安·安德里森，70歲，荷蘭作曲家。[76]
- 傑夫·巴特斯，25歲，加拿大冰球後衛[77]
- 戈登·S·布朗，88歲，電氣工程教授。[78]
- 大衛·哈夫亞德，65歲，英國板球運動員。[79]
- 奧伊溫德·霍爾姆森，84歲，挪威足球運動員。[80]
- 奧黛麗·派特森，69歲，美國短跑運動員。
- 瑪格麗特·塔克，92歲，澳大利亞土著活動家和作家。[81]
- 祖爾菲亞，81歲，烏茲別克詩人。

### 24日
- 讓·奧雷爾，70歲，法國編劇和電影導演。[82]
- 扎伊納布·比舍瓦，88歲，蘇聯/俄羅斯作家。
- 埃裡克·希頓，75歲，英國牧師和學者。[83]
- 本·喬爾森，70歲，美國製片人兼編劇。
- 赫里斯托·姆拉德諾夫，68歲，保加利亞足球運動員。[84]
- 列夫·弗拉森科，67歲，蘇聯/俄羅斯音樂家。

### 25日
- 戴厚英
- 弗雷德·愛迪生，87歲，法國指揮家。
- 厄斯金·巴頓·柴爾德斯，67歲，愛爾蘭作家、記者和聯合國公務員。[85]
- 西爾維婭·費舍爾，86歲，澳大利亞歌劇女高音。[86]
- 萊因哈德·利布達，52歲，德國足球運動員，死於癌症。

### 26日
- 尼古拉·巴斯卡科夫，91歲，俄羅斯突厥學家。
- 亞歷杭德羅·阿古斯汀·拉努塞，77歲，阿根廷共和國總統。[87]
- 馬里奧·馬斯卡雷利，77歲，黑山畫家。
- 卡里達·里亞薩特，43歲，巴基斯坦電視女演員。
- 斯文·斯托爾佩，91歲，瑞典記者。[88]

### 27日
- 馬丁·迪斯勒，47歲，瑞士藝術家[89]
- 伯特·福特爾，71歲，奧地利演員。[90]
- 亞伯蘭·蓋姆斯，82歲，英國平面設計師。[91]
- 埃利亞金·庫馬洛，56歲，南非足球運動員，被殺。
- 小林昭二，65歲，日本演員，肺癌。
- 阿格涅斯卡·科特拉斯卡，24歲，波蘭時裝模特和選美皇后，死於刀傷。
- 格雷格·莫里斯，62歲，美國演員[92]
- 韋恩·歐沃霍瑟，89歲，美國西部作家。[93]
- 阿利耶·羅納，74歲，土耳其女演員，死於心血管疾病。
- 亞爾·羅森布魯姆，52歲，以色列作曲家[94]
- 戈登·斯坦，55歲，美國生理學家。[95]
- 沃爾多·魯道夫·韋德爾，87歲，美國考古學家。[96]

### 28日
- 杜爾西娜·德·莫賴斯，88歲，巴西舞臺女演員和導演。
- 格沃克·科蒂安茨，86歲，俄羅斯藝術家。
- 何塞·多斯桑托斯·洛佩斯，85歲，巴西足球運動員。[97]
- 菲利斯·皮爾索爾，89歲，英國製圖師和排版師[98]
- 馬里昂·斯坦普斯，51歲，美國活動家。
- 艾爾·扎里拉，77歲，美國棒球運動員。[99]

### 29日
- 諾姆·布萊特，86歲，美國跑步者、登山家和教師。
- J.B.傑克遜，86歲，美國作家。[100]
- 查理斯·奧尼爾，92歲，美國作家。[101]
- 泰拉·德·馬雷斯·奧延斯，64歲，荷蘭作曲家。

### 30日
- 勞拉·阿達尼，82歲，義大利女演員。
- 莫德斯托·布里亞，74歲，巴拉圭足球運動員。[102]
- 阿爾弗雷多·B·克雷文納，82歲，墨西哥電影導演和編劇[103]
- 邓克·格雷，90歲，澳大利亞自行車賽車手。[104]
- 何塞·托里维奥·梅里诺，80歲，智利政治家和海軍上將。
- 约瑟夫·米勒-布罗克曼，82歲，瑞士平面設計師。[105]
- 克莉絲蒂娜·帕斯卡，42歲，法國女演員、編劇和導演[106]
- 戈利亞爾達·薩皮恩扎，72歲，義大利女演員和作家，摔倒而死。
- 何塞·薩西亞，62歲，烏拉圭足球運動員。

### 31日
- 理查·E·克羅斯，86歲，美國商人、律師和公民領袖。
- 吉爾·英格利希，87歲，美國棒球運動員。[107]
- 布萊恩·詹森，34歲，美國賽車手，死於賽車事故。
- 米爾特·拉金，85歲，美國音樂家。[108]

### 日期不詳
- 费济时